# Mémoires à nanocristaux

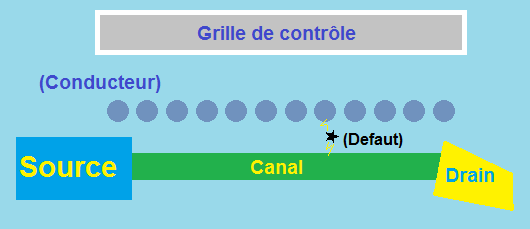
Schéma d’interaction d'une mémoire à nanocristaux avec un défaut.

Les mémoires à nanocristaux (ou mémoire à nodules de silicium) sont des composants électroniques permettant de stocker de l'information. Cette nouvelle technologie pourrait permettre une augmentation de la capacité de stockage d'un facteur 10, tout en étant 10 fois plus rapide que les mémoires traditionnelles au dioxyde de silicium,.
Les applications, pourraient s'étendre :
- aux mémoires flash
- aux mémoires RAM
- aux mémoires CMOS
- aux mémoires SSD

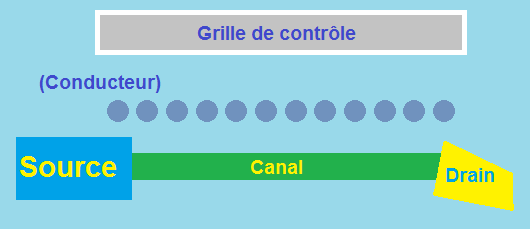
Schéma de fonctionnement d'une mémoire à nanocristaux.

Entre autres avantages qu'elles procurent, citons la capacité de stocker de l'information par volume, de meilleures performances et une durée de vie accrue pour les appareils.

## Classification
Les mémoires à nanocristaux s'inscrivent dans les types de mémoires à semi-conducteurs. Elles constituent une alternative aux mémoires volatiles (RAM) et non-volatiles (flash et SSD).

## Histoire
Les mémoires à semi-conducteurs existent depuis les années 1980. Elles ont permis de repousser les limites de stockage de données. 
Les mémoires flash sont quant à elles apparues durant la seconde moitié des années 1980. Les derniers modèles de mémoires flash utilisés sont des mémoires non-volatiles à grille flottante continue.
Les mémoires à nanocristaux sont une alternative aux mémoires flash non-volatiles à grille flottante continue. Les mémoires flash sont imparfaites et c'est pour pallier ces imperfections que l'idée de mémoires à nodules a émergé.

## Fonctionnement[7],[8],[9]

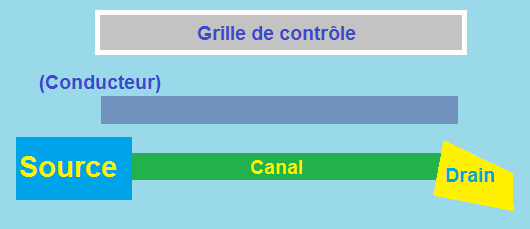
Schéma de fonctionnement d'une mémoire à grille continue.

Pour comprendre comment fonctionnent les mémoires à nanocristaux, il faut commencer par comprendre comment fonctionnent les mémoires à grille continue. L'idée exploitée par les ingénieurs est d'« emprisonner » des électrons dans des « cellules » afin de garder l'information. Différents matériaux ont permis d'accomplir cet objectif : une fois chargés, ils ont la propriété, à petite échelle, de piéger les électrons. Il n'y a pas de manière simple d'expliquer le fonctionnement des mémoires à grille continue, mais voici une bonne abstraction : il existe une entrée et une sortie, respectivement nommées une source et un « drain ». Entre les deux, il y a un canal. Ce canal alimente une grille qui contrôle un sandwich. Ce sandwich est formé par une couche d'isolant, un conducteur et une autre couche d'isolant. C'est la couche conductrice qui permet d'emmagasiner l'information en étant chargée : elle permet de faire un bit. Lorsque c'est nécessaire, la grille de contrôle permet le chargement du conducteur qui passe à 1. Dès lors, le conducteur n'a plus besoin de courant pour rester chargé : on peut débrancher l'appareil sans perdre cette information. Lorsqu'il est demandé de vider la mémoire, la grille de contrôle libère le chargement du conducteur, ce qui ramène cette grille à 0.
L'exploitation des mémoires à grille flottante continue est un procédé microscopique qui connaît des imperfection. Citons par exemple les impuretés qui peuvent apparaître et provoquer des déchargements involontaires de la mémoire. Face à ces aléas, les ingénieurs ont dû mettre au point des solutions.
Les mémoires à nanocristaux par nodules de silicium sont une de ces solutions. La différence se situe au niveau du conducteur : au lieu d'avoir un conducteur constitué d'une seule pièce, on propose d'avoir de multiples îlots. De cette façon, lorsqu'une impureté s'insère, l'îlot concerné se vide, mais pas le bit au complet. L'ensemble de la grille permet ainsi de garder l'intégrité d'un bit.

## Fabrication[7],[8],[9]
La matière de choix pour les nanocristaux est le silicium pour sa propriété à être contrôlable et stable. De plus, l'interface Si/SiO2 forme une propriété semi-conductrice similaire aux transistors. 
Les procédures de fabrication ont comme objectif de précipiter des particules sur une surface à une très haute densité. Plus la densité est élevée, plus le composant sera performant. Arrivée à la surface, la particule aura comme réaction d'initier une réaction en chaîne dont découle la formation des îlots, via un procédé de cristallisation.
La taille des nodules (îlots) doit être déterminée en fonction de l'intensité du courant qui les traverse. Des îlots trop petits peuvent limiter la durée de vie des appareils.

### La LPCVD (Low Pressure Chemical Vapor Deposition)

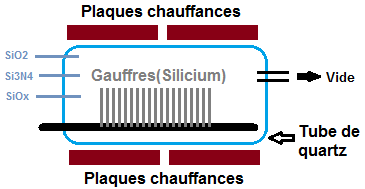
Schéma de Low pressure chemical vapor deposition

Le dépôt chimique en phase vapeur à basse pression est un procédé qui se fait dans un environnement contrôlé. Avec des pressions environnantes de 600 °C. Sur une couche isolante (Si3N4, SiO2 ou SiOxNy), du silane (SiH4) est injecté par vaporisation, ce qui précipitera le silicium en îlots solides. Ce procédé permet d'obtenir des îlots de 5 nm et peut atteindre une densité de 1012 cm-2. Il est possible, en utilisant des oxydants d'obtenir des îlots encore plus petits.

### L'implantation ionique
Cette méthode consiste à introduire des atomes ionisés Si+ sur une couche d'oxyde et d'une plaque de silicium. 
Ce procédé plus simple permet un meilleur contrôle. Les températures environnantes doivent être de plus de 900 °C. À l'aide d'un recuit, il est possible d'obtenir des îlots aussi petit que 1 à 4 nm avec une densité de 1017 cm-2. Le résultat de cette technique est plus homogène et plus stable.

### La pulvérisation cathodique
Cette technique est un peu plus dynamique et se décrit comme suit : en pulvérisant des atomes chargés négativement (e−), un aimant cathodique (+) précipite ces molécules sur une cible à base de silicium. Un substrat tel que l'argon est nécessaire pour créer une atmosphère appropriée. Cette technique est plus simple que les précédentes à mettre en œuvre, mais elle est moins performante et plus longue à utiliser. En outre, elle produit des nanocristaux plus asymétriques et des îlots moins homogènes.

### L'ablation laser
Sur une plaque de silicium, un laser pulsé fait des points, ce qui vaporise la matière. Dans cet environnement contrôlé à l'aide d'un substrat, les vaporisations sont aussitôt précipitées et déclenchent des îlots de particules. L'avantage de cette technique réside dans la possibilité de choisir le dessin de cristallisation. Toutefois, les particules vaporisées ne sont pas toutes cristallisées conformément à ce qui est désiré. En pratique, certaines particules sont cristallisées tardivement et viennent se coller à la jonction des surfaces, ce qui modifie le dessin souhaité et rend l'expérience moins contrôlée.

## Développement
Les mémoires à nanocristaux par nodules de silicium sont encore au niveau de la recherche et des tests.